# Aethionema elongatum
Aethionema elongatum är en korsblommig växtart som beskrevs av Pierre Edmond Boissier. Aethionema elongatum ingår i släktet Aethionema och familjen korsblommiga växter. Inga underarter finns listade i Catalogue of Life.